# Grand Canyon University
La Grand Canyon University è un'università statunitense privata con sede a Phoenix, in Arizona.

## Storia
L'università fu fondata nel 1949 come un college non profit e si stabilì nell'attuale sede di Phoenix solo nel 1951.

A causa di gravi problemi economici nei primi anni duemila, l'università nel 2004 divenne il primo ateneo cristiano statunitense non classificabile come non profit.

## Sport
Gli Antelopes, che fanno parte della NCAA Division I dal 2013, sono affiliati alla Western Athletic Conference. Il baseball e il calcio sono gli sport principali, le partite interne vengono giocate al Brazell Stadium e indoor al GCU Events Center.

### Pallacanestro
I Grand Canyon Antelopes hanno militato nella Division II sino al 2013 e nonostante ciò non hanno mai raggiunti risultati di prestigio tanto da non riuscire mai a superare il secondo turno nel torneo della Div. II.

Come nuovo membro della massima division della pallacanestro collegiale la Grand Canyon University non ha potuto  partecipare alla March Madness fino al 2018.